# Pr Khalil Alio
Pour les articles homonymes, voir Alio.
Pr Khalil Alio  né le 15 Octobre 1951 à Fort-Lamy et décédé le 30 Octobre 2022 à N'Djaména, est un linguiste et universitaire tchadien, ancien recteur de l'université de N'djamena. Il a enseigné plus de 28 ans à l'université et dirigé plusieurs travaux et soutenances de mémoire de Master:

## Biographie

### Formation
Khalil Alio a étudié à Université de Marbourg, en Allemagne où il a soutenu sa thèse de Doctorat en 1987.

### Carrière
Il a été Secrétaire général de la Commission nationale tchadienne de l'UNESCO de 1991 – 1994, Recteur de l'Université de N'Djamena, de 1997 – 1999, Fulbright Scholar en tant que professeur invité à l'Université de Los Angeles  en 2004 - 2005,.
Il est le père des artistes Mounira Mitchala et Salma Khalil.

## Publications
- 2022: Extraite de Paul NEWMAN, Comprehensive Bibliography of Chadic and Hausa Linguistics, Fifth

Edition, Indiana University, IUSCHOLARWORKS
- 1986:  Essai de description de la langue bidiya du Guéra (Tchad). Phonologie – Grammaire.

(Marburger Studien zur Afrika- und Asienkunde, Serie A, Afrika, 45) Berlin: Dietrich Reimer
- 1987:  Extensions figées et productives en bidiya. In Études tchadiques: classes et

extensions verbales, ed. by Herrmann Jungraithmayr and Henry Tourneux, pp. 43-47. Paris: Geuthner.
- 1987: Les classes verbales en bidiya. In Études tchadiques: classes et extensions verbales,

ed. by Herrmann Jungraithmayr and Henry Tourneux, pp. 11-15. Paris: Geuthner.
- 2004: Préliminaires à une étude da la langue Kajakse d’Am-Dam, de Toram du Salamat,

d’Ubi du Guéra et de Masmaje du Batha-Est (Tchad). In Egyptian and Semito-Hamitic (Afro-Asiatic)
Studies: In Memoriam W. Vycichl, ed. by Gábor Takács, pp. 229-85. Leiden: Brill